# Massacre des Vêpres jérémiennes
Pour les articles homonymes, voir Vêpres (homonymie).
Le massacre des Vêpres jérémiennes est une tuerie commanditée par le dictateur François Duvalier et commise à partir du 5 août 1964 dans la ville haïtienne de Jérémie contre les sympathisants et militants du groupe Jeune Haïti. Ce massacre fait suite au massacre des paysans de Thiotte, commis quelques semaines auparavant.
Le terme vêpres se réfère à des excursions organisées par les familles lors de sorties dominicales pour des pique-niques à la campagne. Ces vêpres sont alors souvent organisées sur une base raciale et de classe, constituant des groupes exclusivement blancs et mulâtres, au grand dam de la population noire.

## Massacre de Thiotte
À la suite d'une infiltration, le 27 juin 1964, dans la région du sud-est, d'une guérilla anti-Duvaliériste (les FARH, Forces armées révolutionnaires d'Haïti) basée en République dominicaine et menée par Fred Baptiste et Gérard Lafontant, les Tontons macoutes et l'armée haïtienne déclenchent une vaste opération de répression et exécutent environ 600 personnes (hommes, femmes et enfants) dans les localités de Mapou, Thiotte, Grand-Gosier et Belle-Anse. L'une de ces tueries est passée dans la mémoire populaire comme le « massacre des paysans de Thiotte ». 

## Massacre des Vêpres jérémiennes
Le 5 août 1964, treize membres du groupe « Jeune Haïti » (Max Armand, son frère Jacques Armand, Gérald-Marie Brierre, Miko Chandler, Louis Drouin, Charles Forbin, Jean Gerdes, Réginald Jourdan, Yvon Laraque, Marcel Numa, Roland Rigaud, Gusley Villedrouin et Jacques Wadestrand), soit un noir et douze mulâtres, débarquent sur le territoire haïtien vers la ville de Jérémie dans le sud-est du pays dans l'objectif de déclencher une révolte contre le pouvoir dictatorial. 
À la suite de quoi François Duvalier, dans le cadre de sa politique noiriste, va ordonner des représailles contre les familles mulâtres de la ville. Les haines et rancœurs accumulées au cours des décennies contre ces derniers servent de prétexte aux ordres donnés par Williams Régala aux agents militaires et aux Tontons macoutes.
Vingt-sept personnes, issues de deux familles (Drouin et Sansaricq)  de membres de « Jeune Haïti », sont massacrées dans la ville de Jérémie. Les treize membres du groupe Jeune Haïti sont traqués, tués sur place ou emmenés et exécutés en public devant le cimetière de Port-au-Prince. Aux mois d'août, septembre et octobre des centaines de mulâtresses, vieillards et enfants sont torturés puis tués.
Williams Régala est promu en 1986, après le départ de Jean-Claude Duvalier, en devenant membre de la junte au pouvoir du général Henri Namphy.